# Унипорт
Унипорт — один из способов транспорта молекулы иона как пассивно, так и активно, относящийся к процессу облегчённой диффузии (иногда относят к активному транспорту) наряду с симпортом и антипортом. Во время унипорта происходит транспорт молекулы/иона в одном направлении по градиенту концентрации. Унипорт осуществляется белками, которые располагаются на мембранах клеток, отличается от антипорта тем, что молекулы или ионы движутся только в одном направлении во время открытия канала данного белка и от симпорта тем, что молекулы или ионы транспортируются через мембрану клетки независимо от других молекул. По средству унипорта переносятся, например, такие молекулы, как аминокислоты.
Простая диффузия через липидный бислой или каналы в мембране и облегченная диффузия — это пассивные процессы, в которых используется только потенциальная энергия, запасенная в форме разности концентраций вещества на противоположных сторонах мембраны. В ходе диффузии концентрация вещества в двух компартментах стремится к равновесному значению, и по достижении равновесия суммарный диффузионный поток становится равным нулю, хотя равные по величине и противоположные по направлению потоки по-прежнему существуют.

Механизм — транспорт веществ происходит без дефосфорилирования АТФ (пассивный транспорт, то есть не требуются затраты энергии клетки), путём открытия каналов мембранного белка, осуществляющего унипорт. Каналы белка могут раскрываться в ответ на следующие стимулы:
1. Электрическое напряжение — процесс регулируется разностью между потенциалами наружной и внутренней стороны клеточной мембраны.
2. Механическое воздействие — оказывается физическое воздействие на белок-транспортер со стороны молекул.
3. Лиганды — открытие каналов регулируется по средству ассоциации лиганд молекул с внешней или внутренней областью клетки.

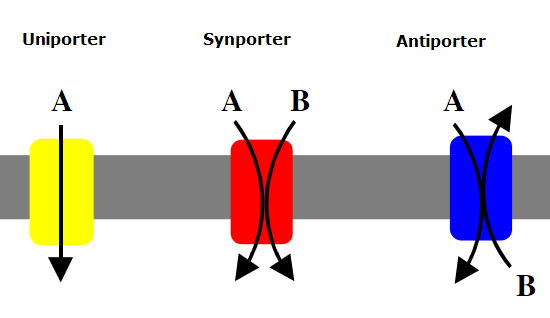
Как это работает?